# Cosmelia rubra
Cosmelia rubra är en ljungväxtart som beskrevs av Robert Brown. Cosmelia rubra ingår i släktet Cosmelia, och familjen ljungväxter. Inga underarter finns listade i Catalogue of Life.